# Jekatierina Jefimowa (siatkarka)
Jekatierina Olegowna Jefimowa (ur. 3 lipca 1993 w Nowoaleksandrowsku) – rosyjska siatkarka, reprezentantka kraju, grająca na pozycji środkowej. 

## Sukcesy klubowe
Puchar Rosji:
- 2015, 2018

Puchar CEV:
- 2016

Mistrzostwo Rosji:
- 2019
- 2021
- 2016, 2017

Superpuchar Rosji:
- 2018

## Sukcesy reprezentacyjne
Grand Prix:
- 2015[2]

Puchar Borysa Jelcyna:
- 2015

Volley Masters Montreux:
- 2018

Puchar Świata:
- 2019